# Brainwriting
Brainwriting (čti brejnwrajting) je podobně jako brainstorming kreativní skupinovou technikou zaměřenou na vytvoření co největšího množství nápadů na základě úvodního zadání. Obě tyto metody se využívají při hledání optimálních postupů v managementu, podnikání nebo prognostice a v kreativních oborech, jako je reklama, marketing nebo design. Na rozdíl od brainstormingu nápady během brainwritingu vznikají v písemné formě, která by měla zaručit stejný prostor všem účastníkům a zároveň být časově méně náročná. Metodu brainwritingu popsal v roce 1969 profesor Bernd Rohrbach na stránkách německého časopisu Absatzwirtschaft (česky Odbyt).

## Metoda 6-3-5
Rohrbach definoval postup brainwritingu jako moderátorem řízenou schůzku šesti účastníků, z nichž každý by měl během pěti minut napsat tři nápady. Proto je také brainwriting v této podobě nazýván 6-3-5 metodou. Během šesti kol předávají účastníci vypracované odpovědi sousedovi po své pravici. Po půl hodině by tak moderátor měl dostat 108 možných odpovědí na úvodní dotaz.

## Průběh brainwritingu
Současná podoba brainwritingu se ale nemusí řídit tak striktními pravidly. Na úvod obdrží účastníci papíry nadepsané klíčovou otázkou. Moderátor určí délku trvání jednotlivých kol, požadovaný počet odpovědí a způsob jejich předávání.
Nápady mohou být formulovány libovolným, i odlehčeným stylem, ale po konci kola a předání odpovědí už je původní autoři nesmí upravovat. Během dalšího kola může navazující autor buď vypracovat určené množství vlastních odpovědí, nebo rozpracovat dříve napsané návrhy. Během jednotlivých kol by neměla probíhat žádná debata.
Když se vystřídají všichni účastníci nebo proběhne domluvený počet kol, posbírá moderátor vyplněné papíry a sepíše všechny odpovědi. Následnou diskusi a výběr nejlepších navržených řešení usnadní promítnutí všech odevzdaných návrhů pomocí projektoru nebo jejich vypsání na tabuli. O nejvhodnějším nápadu nerozhoduji jen účastníci sezení, konečné rozhodnutí obvykle učiní management nebo zadavatel řešeného úkolu.

## Rozdíly mezi brainwritingem a brainstormingem
O nasazení brainstormingu nebo brainwritingu mohou rozhodnout časové požadavky zadavatele, protože brainwriting by měl dodat potřebné odpovědi během kratší doby. Účastníci brainstormingu zase mohou jednotlivé nápady důkladněji rozpracovat.
Z hlediska výběru jedné nebo druhé metody je podstatná také očekávaná míra interakce mezi jednotlivými členy týmu. Metoda brainwritingu zaručuje každému z účastníků stejný prostor. Efektivní brainstorming naopak předpokládá intenzivní zapojení jeho aktérů a vzájemné rozvíjení vzniklých nápadů. Uvedené postupy je proto vhodné ad hoc střídat a sledovat nejen požadavky zadavatele, ale i složení pozvaných zaměstnanců.

## Kdy použít brainwriting
Podmínky, které usnadňují využití brainwritingových metod:
- Když je příliš vysoký počet účastníků, protože brainwriting lze uskutečnit i během akce pro několik set účastníků
- Když máte za kolegy spíše introverty, které by hlučný brainstorming mohl vyvést z míry
- Když firemní politika nepodporuje divokou kreativitu a management preferuje konformní názory
- Když jste v časové tísni, protože během deseti minut obdržíte desítky reakcí na původní dotaz
- Když nejste zvyklí na brainstormingové sezení, které se může snadno vymknout kontrole
- Když váš tým tvoří výrazné osobnosti, jejichž vystupování by mohlo ovlivnit průběh brainstormingu

## Výhody brainwritingu
Výsledné návrhy sestavují stejnou měrou všichni pozvaní účastníci. Mohou se tak prezentovat i zaměstnanci, kteří mají s vystupováním na veřejnosti potíže. Relevanci odpovědí zvyšuje i víceméně anonymní průběh sezení, když autoři své odpovědi nijak nesignují.
Díky zapojení všech členů týmu a jisté anonymitě zazní i návrhy, které by jejich autoři jinak nevznesli, ať už z důvodu jejich rizikovosti, nebo z obav před reakcí managementu. Cirkulace odpovědí a možnost rozvíjení dříve napsaných nápadů umožňuje vznik konceptů přesahujících představy původních autorů.
Metoda brainwritingu se dá využít i pro sledování nálad ve firmě nebo společnosti a prostřednictvím různých odpovědí na stejnou otázku identifikovat možná rizika u jednotlivých segmentů.